# Dichromia aculeifera
Dichromia aculeifera là một loài bướm đêm trong họ Erebidae.